# Edgar Biemer
Edgar Biemer (* 31. Oktober 1940 in Frankfurt am Main) ist ein deutscher Facharzt für Plastische und Ästhetische Chirurgie. Von 1986 bis 2007 leitete er die Abteilung für Plastische und Wiederherstellungschirurgie am Klinikum rechts der Isar der Technischen Universität München.

## Leben
Edgar Biemer studierte Medizin an den Universitäten Frankfurt, Wien, London und legte das Staatsexamen 1966 wiederum in Frankfurt ab, wo er auch kurze Zeit später promovierte. Nach der Ausbildung zum Facharzt für Chirurgie am Klinikum rechts der Isar der TU München unter Georg Maurer trat er 1973 in die Abteilung für Plastische und Wiederherstellungschirurgie – unter Leitung von Ursula Schmidt-Tintemann – ein, wo sein Engagement im November 1975 zur Gründung von Deutschlands erstem Replantationszentrum führte.
Weitere Ausbildung erhielt er an Plastisch-Chirurgischen Zentren unter anderem in Skandinavien, in dem Vereinigten Königreich und in den Vereinigten Staaten. Im Dezember 1977 habilitierte er sich. 1985 wurde er zum Professor für Plastische Chirurgie ernannt.
1986 wurde Biemer als Nachfolger von Schmidt-Tintemann zum Vorstand der Abteilung für Plastische und Wiederherstellungschirurgie und zum Extraordinarius der Medizinischen Fakultät der TU München am Klinikum rechts der Isar berufen.
Seit 2001 baute er ein Transplantationsteam auf, das dann im Juli 2008 die weltweit erste Doppel-Arm-Transplantation durchführte. Die Abteilung am Klinikum rechts der Isar leitete er bis zu seiner Emeritierung im November 2007.
Heute arbeitet er in der Praxisgemeinschaft einer Praxisklinik in München.

## Auszeichnungen und Mitgliedschaften
- „Höhlernadel“ der Vereinigung der Deutschen Ästhetisch-Plastischen Chirurgen
- Erich-Lexer-Preis der Deutschen Gesellschaft für Chirurgie
- Dieffenbach-Medaille für Verdienste in der deutschen Plastischen Chirurgie
- Ernennung zum Fellow ad hominem durch das Royal College of Surgeons of Edinburgh
- Heinz-Maier-Leibnitz-Medaille der Technischen Universität München
- Aachener und Münchener Preis für Technik und angewandte Naturwissenschaften der Carl-Arthur Pastor-Stiftung (1993)
- Ernennung zum TUM emeritus of excellence

Er ist Gründungsmitglied und erster Sekretär der „DAM Deutschsprachigen Arbeitsgemeinschaft für Mikrochirurgie der peripheren Nerven und Gefäße“. 1981–1985 war er Sekretär und 1993–1995 Präsident der „International Society of Reconstructive Microsurgery“ jetzt „World Society for Reconstructive Microsurgery“. 1994–1995 war er Präsident der „Vereinigung der Deutschen Plastischen Chirurgen“ jetzt „Deutsche Gesellschaft der Plastischen, Rekonstruktiven und Ästhetischen Chirurgen“ (DGPRÄC). Er ist Gründungsmitglied und erster Präsident der „Vereinigung der Deutschen Ästhetisch Plastischen Chirurgen“ VDÄPC. Er war mehrere Jahre Mitglied des Executive Committee der „IPRAS“ und „ISAPS“.
Daneben ist er Ehrenmitglied vieler nationaler und internationaler Gesellschaften, wie z. B. der „American Society of Reconstructive Microsurgery“, der „Indian Association of Surgeons“, der „Argentina Association of Orthopedics and Traumatology“.